# 定型発達
定型発達（ていけいはったつ、英: typical development, TD）とは発達障害でない多数派の人々を意味する用語である。定型や通常発達とも言う。

## 概要
英語圏に於ける神経学的定型（neurologically typical, neurotypical, NT）に概ね対応する。後者のneurotypicalは英語圏の自閉コミュニティにおいて自閉スペクトラム上にない人々のラベルとして広く用いられている造語であり、その起源は自閉者のセルフ・アドボカシー団体であるAutism Network Internationalである。自閉コミュニティにおける当初の使用法では、それは自閉でないか、または自閉に似た脳を持つ類縁者（cousin）ですらないような、全ての人々を指していた。すなわち、自閉的な脳を持たない人々を指していたのである。例えば、自閉的な傾向性を持たないが学習障害である人々は、この用法では「定型」と呼ばれる。

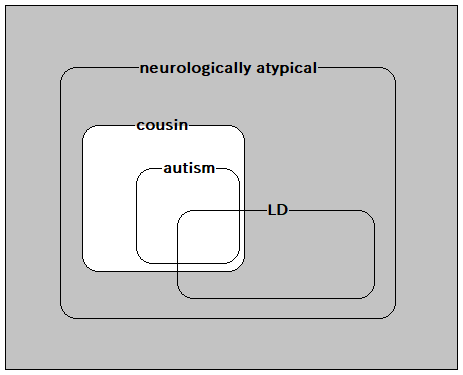
当初の用法を表したオイラー図。灰色部分が定型を表す。学習障害（LD）の一部が定型に含まれる。

しかしながら、この用語は後に、厳密に定型的な神経系を有する、すなわち明らかな神経学的差異を持たない人々を指すものとして、狭められた。この新しい用法においては、先の例のような人々は「定型」と呼ばれない。

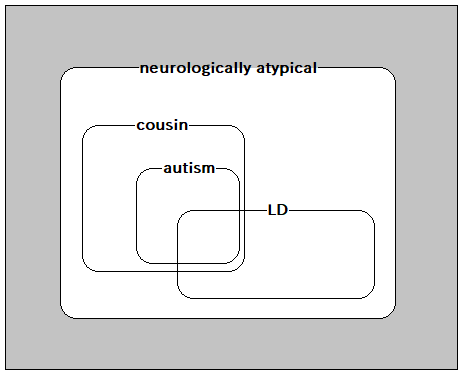
新しい用法を表したオイラー図。当初の用法よりも灰色の範囲が狭くなっており、学習障害は定型に含まれない。

換言すれば、これは自閉症、発達性協調運動障害、注意欠陥・多動性障害といった発達障害でない人々を指す。この用語は後にニューロダイバーシティ運動と科学コミュニティの両方に採用された。
最近では、どんな種類の精神障害の人々も、先天性であれ後天性であれ、しばしば神経学的定型のラベルから除外される。（すなわち非定型と看做される。）その意味で、神経学的定型という用語は、現在では、神経学的多様（neurodivergent, ND）あるいは神経学的非定型（neuro-atypical）の対義語と考えられる。後者の用語は、気分障害、不安障害、解離性障害、精神病、人格障害、摂食障害といった、多様な精神障害や行動障害である人々を含むような包括的な語である。ニューロダイバーシティや障害の社会モデルに従うとき、また覇権的な障害の医療モデル（ニューロダイバーシティのコミュニティにおいては「病理学的パラダイム」として知られる）から距離を置くとき、これらの症状（conditions）自体は神経学的多様性（neurodivergences）と呼ばれる。つまり所与の社会的・医学的な規範・標準から離れた神経タイプと言われる。
自閉コミュニティにおいて用いられていた最初の意味での神経学的定型という語は allism あるいは ntypical に取って代わられた。これはおおよそ「神経学的定型」が当初持っていたのと同じ意味を持つ。 これらの語は自閉症でも他の広汎性発達障害でもない人々を指すもので、失語症などその他の神経学的非定型性を有していてもよい。
全英自閉症協会はジャーナリストへの勧告において（「正常」や「普通」ではなく）「神経学的定型」という語を使用することを推奨している。
なお、日本において、「定型発達」という言葉は、発達障害を抱える当事者やその家族、福祉関係者の間では広く使われているものの、発達障害を抱えていない健常者の間ではほとんど使われていない。